# Hofmark Aschau
Die Hofmark Aschau war eine offene Hofmark mit Sitz in Aschau am Inn, einer Gemeinde im oberbayerischen Landkreis Mühldorf am Inn.
Die Grafen Toerring zu Jettenbach werden 1461 als Besitzer der Hofmark genannt. Vorbesitzer war das Erzstift Salzburg.
Aschau am Inn gehörte zum Rentamt Landshut und zum Landgericht Neumarkt des Kurfürstentums Bayern.